# Красильников, Даниил Ефимович
Дании́л Ефи́мович Краси́льников (24 декабря 1899 года, с. Великая Губа, Олонецкая губерния — 28 сентября 1946 года) — советский военный деятель, гвардии генерал-майор (1941).

## Биография
Родился 24 декабря 1899 года в селе Великая Губа Олонецкой губернии.

### Военная служба

#### Гражданская война
В октябре 1918 года красногвардейцем вступил в Великогубский красногвардейский отряд Петрозаводского уезда Олонецкой губернии, после чего принимал участие в боевых действиях против белогвардейских войск и интервентов в Карелии.
В июле 1919 года был призван в ряды РККА и направлен красноармейцем в караульную роту в Петрозаводск. В октябре того же года был направлен на учёбу на 1-е Петроградские пехотные курсы, после окончания которых в апреле 1920 года был назначен на должность командира взвода 432-го стрелкового полка (48-я стрелковая дивизия, Западный фронт), после чего во время советско-польской войны принимал участие в оборонительных боевых действиях районах Острова, Дриссы и Полоцка, а затем в наступательных боевых действиях на виленском и волковысском направлениях. Осенью 1920 года дивизия вела тяжелые боевые действия, находясь в окружении, после чего отходила на Барановичи, а затем вела борьбу с вооруженными формированиями генерала С. Н. Булак-Балаховича в районах Мозыря, Речицы, Бобруйска и Двинска.

#### Межвоенное время
В декабре 1920 года был назначен на должность командира взвода в составе 12-го запасного стрелкового полка (Ленинградский военный округ), дислоцированного в Петергофе. С июня 1921 года служил в 167-м стрелковом полку (56-я стрелковая дивизия), дислоцированном во Пскове, на должностях командира взвода, роты, батальона, начальника штаба полка и исполняющего должность командира полка.
В 1927 году окончил повторные пехотные курсы в Москве.
В январе 1936 года был назначен на должность начальника штаба, затем — на должность командира 46-го стрелкового полка (16-я стрелковая дивизия), дислоцированного в Новгороде, а в январе 1940 года — на должность помощника командира 56-й стрелковой дивизии, после чего принимал участие в ходе советско-финской войны.
В июле 1940 года Красильников был назначен на должность коменданта 23-го Мурманского укреплённого района.

#### Великая Отечественная война
С началом войны Красильников находился на прежней должности.
В январе 1942 года был назначен на должность командира 10-й гвардейской стрелковой дивизии, ведшей оборонительные боевые действия на мурманском направлении, а в июле того же года — на должность заместителя командующего 14-й армией.
В августе 1943 года был направлен на учёбу на ускоренный курс при Высшей военной академии имени К. Е. Ворошилова, после окончания которого в феврале 1944 года был назначен на должность командира 114-го стрелкового корпуса. С апреля корпус под командованием Красильникова принимал участие в боевых действиях в ходе Полесской и Люблин-Брестской наступательных операций.
В ноябре был назначен на должность командира 265-й стрелковой дивизии, принимавшей участие в ходе блокады группировки противника на Курляндском полуострове, а затем в Варшавско-Познанской, Восточно-Померанской и Берлинской наступательных операциях.

#### Послевоенная карьера
С июля 1945 года находился в распоряжении Военного совета Группы советских войск в Германии, а в сентябре был назначен на должность заместителя командира 13-го гвардейского стрелкового корпуса.
28 сентября 1946 года погиб при исполнении служебных обязанностей в автомобильной катастрофе.

## Награды
- Два ордена Ленина[2];
- Четыре ордена Красного Знамени[2];
- Орден Суворова 2 степени[2];
- Медали.

## Память
Памятный знак Красильникову на полуострове Средний в честь боёв 29-30 июня 1941 года на перешейке, соединяющем его с материком.